# تفجير كنيسة ساماريندا 2016
تفجير كنيسة ساماريندا 2016 كان هجومًا إرهابيًا وقع في 13 نوفمبر 2016 عندما فجر رجل يدعى جوهاندا قنبلة مولوتوف أمام كنيسة أويكومين في ساماريندا سيبيرانج في ساماريندا التابعة لمقاطعة كليمنتان الشرقية في إندونيسيا، حيث كان يلعب الأطفال. قُتل طفل صغير في الحادث وأصيب ثلاثة أطفال آخرين. في سبتمبر 2017 أُدين جوهاندا وأربعة آخرين بالهجوم، وحُكم على جوهاندا بالسجن مدى الحياة، بينما تلقى الآخرون أحكامًا بالسجن تتراوح بين ست سنوات وسبع سنوات.

## خلفية
كان التفجير هو الهجوم الثاني على الكنيسة في إندونيسيا في عام 2016، حيث وقع الهجوم الأول في ميدان في أغسطس عندما هاجم متعاطف مع داعش قسًا خلال قداس. وكان هذا أيضًا الهجوم الإرهابي الثاني الذي يحدث في أقل من شهر، بعد مقتل متعاطف مع داعش بالرصاص بعد إصابة ثلاثة من ضباط الشرطة بمنجل في تانقيرانغ.

## التفجير
وقع الانفجار في الساعة 10:10 (بتوقيت وسط إندونيسيا) في كنيسة أويكومين الواقعة على طريق الدكتور سيبتو مانغونكوسومو في سينجكوتك مقاطعة لوا جانان إيلير في ساماريندا. كنيسة أويكومين هي الكنيسة الأكثر شعبية فيسينجكوتك. في ذلك الوقت كانت خدمة الصلاة قد انتهت لتوها وكانت الحشود تخرج من الكنيسة. وقال ممثلو الادعاء إن جوهاندا سافر إلى الكنيسة على متن دراجة بخارية، يحمل حقيبة مليئة بالمسحوق الأسود المتفجر والصمامات، عازماً على التسبب في إصابات جماعية. لكن بدلاً من ذلك انفجرت عندما سقط من الدراجة أمام الكنيسة، حيث كان الأطفال يلعبون. وأصيب أربعة أطفال في الانفجار. هرب جوهاندا على الفور، ولكن تم القبض عليه في وقت لاحق من قبل السكان المحليين وأشخاص من الكنيسة بعد أن سقط في نهر ماهاكام.
وقد تم إرسال رجال الإطفاء والشرطة الوطنية الاندونيسية ووحدة التخلص من القنابل فور وقوع القصف. تم نقل المصابين وجميعهم من الأطفال الصغار الذين تتراوح أعمارهم بين سنتين إلى أربع سنوات على الفور من قبل خدمات الطوارئ إلى مستشفى ساماريندا الرئيسي وهو مستشفى إيه. أي. مويس. تم إجلاء أشخاص من الكنيسة من المنطقة بعد الانفجار. أصيب طفلان بجروح خطيرة في الحادث. في 14 نوفمبر في اليوم التالي من التفجير، توفيت أوليفيا إنتان ماربون بانجاراهور البالغة من العمر عامين، متأثرة بجراحها وأصبحت الوفاة الوحيدة في الهجوم.

## مرتكب الجريمة
حددت الشرطة الوطنية الإندونيسية مرتكب الجريمة على أنه جوهاندا، الذي أفرج عنه من السجن قبل بضعة أشهر من هجوم ساماريندا، سبق أن أدين بمحاولة الإرهاب ضد كاتدرائية المسيح في جاكرتا، وسلسلة من «تفجيرات الكتب» حيث تم إخفاء المتفجرات في الكتب وإرسالها إلى الناشطين، وكلاهما حدث في عام 2011. في ذلك الوقت انضم إلى جماعة إرهابية حددتها الشرطة ببيبي فيرناندو. قبل أن يعيش في ساماريندا استقر في بوجور. انتقل إلى ساماريندا في عام 2015 وعمل في مسجد محلي. وقد لاحظ الناس جوهاندا قبل فترة وجيزة من الهجوم باستخدام قميص «الجهاد طريقة الحياة» خارج الكنيسة. حُكم عليه بالسجن لمدة 3 سنوات و 6 أشهر من قبل المحكمة المدنية في جاكارتا في 29 فبراير 2012. في يوليو 2014 أُطلق سراح جوهاندا بسبب عفو عيد الفطر وانضم على الفور إلى جماعة إرهابية أخرى في كليمنتان الشرقية، سميت جاد، والتي لها صلة مع مجموعة أنشوري وهي جماعة إرهابية أخرى يمكنها إحضار أسلحة من الفلبين.
في 25 سبتمبر 2017 حُكم على جوهاندا بالسجن مدى الحياة. تم القبض على جوهاندا وأدين مع أربعة آخرين، كلهم متهمون بالانتماء إلى جماعة جاد. تلقى الآخرون عقوبات تتراوح بين ست سنوات وسبع سنوات.